# Toussaint-Joseph Romsée
Toussaint-Joseph Romsée (Grivegnée, 1727 - Luik, 4 november 1809) was een priester-leraar in het prinsbisdom Luik, in het Rooms-Duitse Rijk. 
Na zijn priesterwijding in Luik (1749) gaf hij les in rooms-katholieke liturgie. Hij gaf les aan priesterstudenten en begeleidde Luikse studenten die doctoreerden in de theologie. Zijn bekendste werk is, afgekort, de Praxis, en voluit Praxis celebrandi missam tum privatum tum solemnem juxta ritum romanum (1762 met herdrukken in de 19e eeuw). Hij analyseerde er alle wijzigingen in de Rooms-katholieke liturgie. Naast andere geschriften publiceerde hij ook de Opera Liturgica (1779), over hetzelfde onderwerp. Hij controleerde ook de missalen en bijbels die gedrukt werden in het bisdom Luik.
Hij ontvluchtte Luik tijdens de Franse Revolutie en keerde jaren later, verpauperd, terug. Hij stierf in armoede in Luik (1809). 